# Cantonul Conches-en-Ouche
Cantonul Conches-en-Ouche este un canton din arondismentul Évreux, departamentul Eure, regiunea Haute-Normandie, Franța.

## Comune
| Comune                 | Populație (1999) | Cod poștal | Cod INSEE |
| ---------------------- | ---------------- | ---------- | --------- |
| Beaubray               | 266              | 27190      | 27047     |
| La Bonneville-sur-Iton | 2.180            | 27190      | 27082     |
| Burey                  | 245              | 27190      | 27120     |
| Champ-Dolent           | 40               | 27190      | 27141     |
| Collandres-Quincarnon  | 192              | 27190      | 27162     |
| Conches-en-Ouche       | 4.280            | 27190      | 27165     |
| La Croisille           | 325              | 27190      | 27189     |
| Émanville              | 464              | 27190      | 27217     |
| Faverolles-la-Campagne | 159              | 27190      | 27235     |
| Ferrières-Haut-Clocher | 760              | 27190      | 27238     |
| La Ferrière-sur-Risle  | 247              | 27760      | 27240     |
| Le Fidelaire           | 763              | 27190      | 27242     |
| Le Fresne              | 321              | 27190      | 27268     |
| Gaudreville-la-Rivière | 219              | 27190      | 27281     |
| Glisolles              | 872              | 27190      | 27287     |
| Louversey              | 492              | 27190      | 27374     |
| Le Mesnil-Hardray      | 44               | 27190      | 27402     |
| Nagel-Séez-Mesnil      | 304              | 27190      | 27424     |
| Nogent-le-Sec          | 340              | 27190      | 27436     |
| Ormes                  | 383              | 27190      | 27446     |
| Orvaux                 | 384              | 27190      | 27447     |
| Portes                 | 192              | 27190      | 27472     |
| Saint-Élier            | 502              | 27190      | 27535     |
| Sainte-Marthe          | 425              | 27190      | 27568     |
| Sébécourt              | 315              | 27190      | 27618     |